# Tellervo pantanus
Tellervo pantanus är en fjärilsart som beskrevs av Hans Fruhstorfer 1915. Tellervo pantanus ingår i släktet Tellervo och familjen praktfjärilar. Inga underarter finns listade i Catalogue of Life.